# Секреты Чикаго
«Секреты Чикаго» (англ. Chicago Confidential) — фильм нуар режиссёра Сидни Сэлкоу, который вышел на экраны в 1957 году.
В основу фильма положена книга 1950 года «Секреты Чикаго» (англ. Chicago: Confidential!), которую написали журналисты Джек Лэйт и Ли Мортимер. Фильм рассказывает об амбициозном окружном прокуроре Джиме Фримонте (Брайан Кит), который, не подозревая об этом, использует сфабрикованные улики, чтобы обвинить в убийстве прогрессивного профсоюзного лидера Артура Блейна (Дик Форан). Когда с помощью невесты Блейна по имени Лора Бартон (Беверли Гарленд) ему удаётся установить, что Артура подставили, Фримонт начинает розыск подлинных убийц, которыми являются гангстеры, намеренные захватить контроль над профсоюзом.
Несмотря на историю, основанную на реальных событиях и отличную игру всего актёрского состава, фильм не имел особого успеха у критики.
Это первый фильм, который для продюсерской компании Эдварда Смолла продюсировал Роберт Е. Кент, до этого работавший автором и руководителем сценарного отдела на киностудии Columbia. После этой картины Смолл и Кент сделали совместно более десятка фильмов.

## Сюжет
В Чикаго казначей регионального отделения профсоюзной организации «Национальное братство рабочих» Микки Партос (Джон Морли) выходит из офиса на улицу, доходит до телефонного автомата и звонит окружному прокурору Джиму Фримонту (Брайан Кит). Микки сообщает прокурору, что у него есть доказательства того, что мафиозная структура пытается установить свой контроль над профсоюзом. Джим предлагает казначею приехать вечером к нему домой с документами. Микки не замечает, что за ним следят двое мужчин в машине. Вечером, когда Микки, забрав портфель с документами, выходит на улицу, на него нападают, заталкивают в машину и избивают до бесчувственного состояния. Бандиты привозят Микки на набережную, где выходят из машины, забирают портфель с документами, несколько раз стреляют в него, а затем сталкивают вторым автомобилем машину с Микки в озеро. На месте убийства бандиты бросают орудие убийства. Президент «Национального братства рабочих» Артур Блейн (Дик Форан) ожидает Микки, однако тот не приходит в условленное время. Блейн рассказывает своей невесте Лоре Бартон (Беверли Гарленд) о том, что вместе с Микки они собрали документы, которые станут бомбой. Блейн винит себя за то, что на выборах руководства профсоюза не проявил достаточной твёрдости, чтобы не допустить избрания Кена Харрисона (Дуглас Кеннеди) вице-президентом профсоюза, но теперь у него достаточно материалов, чтобы изгнать его из руководства организации. Лора утешает Блейна, говоря, что скоро всё закончится, они поженятся и уедут в Европу. В этот момент в кабинете Блейна появляется Харрисон, после чего Лора удаляется. Харрисон заявляет Блейну, что тот ошибся, направив Микки к прокурору. Далее Харрисон говорит, что они хотели включить Блейна в дело, но теперь слишком поздно. Он открывает перед Блейном портфель с 50 тысячами долларов наличными, предлагая взять деньги и на следующих выборах подать в отставку, выдвинуть на свой пост Харрисона, а самому уехать из страны. Харрисон даёт Блейну на размышление семь часов. Чтобы лишить Блейна последней надежды на борьбу, Харрисон сообщает, что Микки мёртв.
Ночью на пустынной набережной старый бродяга и пьяница Кэндимаут Дагган (Элиша Кук-младший) находит подброшенный бандитами револьвер и забирает его себе. Утром полиция обнаруживает труп убитого Микки. Капитан отдела убийств Джейк Паркер (Пол Лэнгтон) приезжает к Фриману, который рассказывает, что вчера вечером ожидал визита Микки с документами, подтверждающими, что под прикрытием профсоюзной организации развёрнута преступная деятельность, включающая вымогательство, проституцию и азартные игры. Однако Фриману не известно, кто за всем этим стоит, предполагая, что, возможно, это глава профсоюза Блейн. Тем же утром Харрисон приезжает в шикарный особняк, принадлежащий бывшему подручному Аль Капоне, лишённому лицензии адвокату Алану Диксону (Гэвин Гордон). Диксон жёстко отчитывает Харрисона за то, что тот не подбросил оружие убийства Микки в салон автомобиля, а выложил его на тротуаре. Теперь, по словам Диксона, ничто не указывает на то, что Партоса убил Блейн. Харрисон предлагает убрать и Блейна, однако Диксон заявляет, что убийство Блейна превратит его в героя, и потому, чтобы получить власть в профсоюзе, им не надо его убивать, а надо скомпрометировать и засадить в тюрьму.
Тем временем бродяга Дагган, который увидел в газетах заголовки о том, что полиция разыскивает орудие убийства Партоса, приходит к знакомому бармену Милту (Генри Роуленд), предлагая ему купить револьвер. Милт даёт Даггану выпить, после чего немедленно звонит Харрисону, на которого работает. Харрисон приезжает, уговаривая Даггана сдать револьвер капитану Паркеру. При этом он наставляет бродягу, чтобы тот сказал, что видел, как Блейн ночью что-то искал в районе места убийства Партоса. Паркер сообщает Фриману о показаниях Даггана, а также о том, что машина Блейна, об угоне которой он заявил примерно неделю назад, была обнаружена недалеко от места преступления. После того, как Дагган подтверждает свои показания, Фриман даёт указание задержать Блейна. Блейн заявляет, что он не виновен, однако Фриман отвечает, что против него серьёзные улики — его машина, брошенная недалеко от места преступления, его револьвер, который якобы украли и, наконец, свидетель, который видел его вечером на месте преступления. Дома Фриман делится с женой Хелен (Филлис Коутс) планами, что если ему удастся засадить Блейна и разгромить бандитскую организацию, которая окопалась в профсоюзе, это откроет ему путь к выдвижению в губернаторы штата Иллинойс.
В ходе процесса над Блейном его невеста Лора Бартон заявляет, что в ночь убийства он был у неё дома вместе с ней и никуда не выходил. Сильвия Кларксон (Беверли Тайлер), соседка Лоры, подтверждает, что видела, как Блейн пришёл к Лоре, а также слышала сквозь стену, как они разговаривали. Однако вскоре Паркер сообщает Фриману, что полиции удалось обнаружить магнитофон, который Блейн купил Лоре 10 дней назад, а также катушку с записью голоса Блейна. Фриман понимает, что с помощью магнитофонной записи Блейн мог обмануть Сильвию, чтобы она обеспечила ему алиби. Вечером, когда Сильвия возвращается с работы, двое бандитов загоняют её в тёмную подворотню, где запугивают её и требуют сказать на суде, что она не видела Блейна в вечер убийства. После того, как полиция предъявляет магнитофон с записью, а Сильвия меняет свои показания, жюри присяжных признаёт Блейна виновным в убийстве первой степени.
В итоге Блейн оказывается в камере смертников, Фриман начинает мечтать о губернаторском кресле, а Диксон поручает Харрисону немедленно развернуть деятельность по отправке девочек в бордели тихоокеанских стран. Одновременно с помощью запугивания и угроз гангстеры под прикрытием профсоюза подминают под себя мелких букмекеров, заставляют платить дань владельцев мелких предприятий и баров, а также повышают взносы с членов профсоюза. Тем временем Лора продолжает бороться за Блейна и атакует Фримана звонками и визитами. Когда прокурор заявляет ей, что у него нет оснований для пересмотра дела, пока не появятся новые улики, Лора предлагает сделать анализ магнитофонной записи, представленной в суде. Фриман вызывает лучших экспертов, которые подтверждают, что на плёнке записан не голос Блейна, а очень искусная его имитация, которую можно заметить только с помощью специального оборудования. Фриман поручает Паркеру возобновить расследование, и первым делом разыскать человека, который имитировал голос Блейна. Паркер также приглашает для повторного допроса Даггана, который в страхе прибегает к Милту. Опасаясь, что Дагган не выдержит ещё одного допроса и расскажет Паркеру всё, что ему известно, Харрисон поручает Милту избавиться от бродяги. Бармен напаивает его до бесчувствия, после чего его вывозят на машине на мост, откуда бросают под проходящий внизу поезд. Полиция сразу устанавливает, что Дагган был убит, однако не находит никаких улик на месте преступления. Одновременно полиция устанавливает круг профессиональных пародистов, которые могли бы столь умело имитировать голос Блейна. Среди них особое внимание привлекает некто Керри Джордан (Бадди Льюис), который недавно положил на свой банковский счёт очень большую для себя сумму в 500 долларов. Однако Блейн не может вспомнить никого по имени Керри Джордан. Тогда Фриман вместе с Лорой направляется в клуб, где выступает пародист. Там он просит Лору вспомнить, не видела ли она его ранее. Увидев Фримана в зале, Джордан уходит на несколько минут со сцены и звонит по телефону Харрисону, заявляя, что не хочет за 500 долларов иметь проблемы с копами. Когда Джордан продолжает выступление, Лора, наконец, вспоминает, что видела, как Джордан на одной из вечеринок за 2 дня до убийства Партоса несколько минут разговаривал с Блейном. Когда Лора встаёт с места и громко просит Джордана, чтобы тот спародировал Блейна, тот в страхе убегает за кулисы. Фриман бросается вслед за ним, однако в гримёрной комнате обнаруживает, что Джордана успели убить. В этот момент двое спрятавшихся бандитов бьют Фримана по голове, и он теряет сознание.
Потеряв ещё одного важного свидетеля, Фриман и Лора направляются в бар Милта, где работает Сильвия. Пока Лора паркует машину, Фриман выясняет, в какой комнате находится Сильвия. Когда он заходит к ней, следом появляется бандит с оружием в руке, который выводит Фримана в коридор. Улучив момент, прокурор дверью бьёт бандита, после чего выхватывает из его рук оружие. Затем он убеждает Сильвию, что из-за её лжесвидетельства может быть казнён невиновный человек, далее рассказывая ей, что все улики против Блейна были сфабрикованы. Он говорит, что убийцы стали устранять свидетелей, и скоро доберутся и до неё. Сильвия верит ему и соглашается сотрудничать с полицией, после чего Фриман поручает ей незаметно выйти через служебный вход и отправиться к нему домой. Вскоре в клубе появляется Харрисон, который требует от своих подручных срочно найти Сильвию. Когда Фриман выходит из клуба и садится в машину к Лоре, их окружают бандиты, требуя сказать, куда он отправил Сильвию. Так как Фриман молчит, бандиты начинают его жестоко избивать и пытать. Не в силах видеть пытки, Лора говорит, что Сильвия находится у Фримана дома. Бандиты бросают прокурора, и взяв Лору в качестве заложницы, уезжают. Собравшись силами, Фриман добирается до телефона-автомата, и звонит Паркеру, поручая ему срочно выехать к себе домой. Когда Фриман добирается до дома, то находит там только избитую Хелен, которая сообщает, что бандиты увезли Сильвию и Лору в аэропорт. Паркер передаёт в аэропорт указание немедленно приостановить вылет всех рейсов, после чего вместе с Фриманом выезжает в погоню за преступниками. На взлётной полосе Харрисон вместе с двумя подручными под угрозой оружия заставляют пилота пройти в самолёт и запустить двигатель. Услышав звук полицейской сирены, Харрисон приказывает своим подручным Смитти (Джек Ламберт) и Данкану (Энтони Джордж) бросить женщин и бежать на машине. Фриман преследует бандитов по взлётному полю, вынуждая их налететь на стену здания. Бандиты выбираются из машины, открывают огонь и пытаются бежать. Ответным огнём Фриман тяжело ранит Харрисона, после чего копы убивают двух других преступников. После задержания тяжелораненый Харрисон прожил ещё три дня, дав полное признание. Этого оказалось достаточно, чтобы арестовать Диксона, освободить Блейна и восстановить его в должности президента профсоюза. Когда Фриман закрывает дело, на его столе лежит свежий номер журнала Newsweek с его фотографией на обложке и заголовком, намекающим на его выдвижение в губернаторы.

## В ролях
- Брайан Кит — окружной прокурор Джим Фримонт
- Беверли Гарленд — Лора Бартон
- Дик Форан — Артур «Арти» Блейн
- Дуглас Кеннеди — Кен Харрисон
- Пол Лэнгтон — капитан полиции Джейк Паркер
- Элиша Кук-младший — Дагган
- Гэвин Гордон — Алан Диксон
- Беверли Тайлер — Сильвия Кларксон
- Бадди Льюис — Керри Джордан
- Джек Ламберт — Смитти
- Энтони Джордж — Данкан

В титрах не указаны
- Харлан Уорд — лейтенант Трейнор
- Филлис Коутс — Хелен Фримонт
- Чарльз Мередит — доктор Черинг, эксперт-акустик

## Создатели фильма и исполнители главных ролей
Историк кино Роб Никсон пишет, что фильм поставлен по разоблачительной книге журналистов Джека Лэйта и Ли Мортимера, которая вышла в свет в 1950 году. По словам Никсона, «Лэйт был известным журналистом первой половины двадцатого века и некоторое время был редактором газеты New York Daily Mirror, которая в период его работы стала второй по тиражу газетой в США». В свою очередь, «Ли Мортимер был репортёром, писателем и критиком, сотрудничавшим с различными нью-йоркскими изданиями». В частности, он «работал на Лэйта в Mirror в качестве обозревателя и редактора». По словам Никсона, Мортимер «прославился в конце 1940-х годов, когда возмущённый Фрэнк Синатра дал ему в челюсть в ночном клубе „Сиро“ якобы за то, что журналист отпустил какое-то колкое замечание в адрес итальянцев в тот момент, когда знаменитый певец и актёр проходил мимо него». Как отмечает Никсон, «Лэйт и Мортимер создали совместно серию довольно мрачных разоблачительных „путеводителей“ по Нью-Йорку, Вашингтону и Чикаго, которые стали бестселлерами». При этом, их книга о Нью-Йорке иногда указывается как источник вдохновения фильма «Секреты Нью-Йорка» (1955), «хотя в титрах фильма не упоминаются ни Лэйт с Мортимером, ни их книга. Скорее всего, продюсеры просто позаимствовали хлёсткое название их книги для своего фильма».
Как далее пишет Никсон, «сценарист фильма Бернард Гордон был первоначально указан в титрах как Рэймонд Т. Маркус, этот псевдоним он использовал после того, как его имя было включено в голливудские чёрные списки». По словам критика, в период антикоммунистической охоты на ведьм в конце 1940-х годов и начале 1950-х годов Гордона вызывали для дачи показаний в Комиссию Конгресса США по расследованию антиамериканской деятельности, однако в итоге он так и не выступил на слушаниях. Когда кто-то из знакомых назвал его имя Комиссии как члена Коммунистической партии, киностудия сразу же уволила его с работы. После этого Гордон не мог работать под своим именем вплоть до фильма «55 дней в Пекине», который вышел в 1963 году. В 1997 году имя Гордона было восстановлено в титрах большинства его фильмов (как отмечает Никсон, «в общей сложности его имя было восстановлено в большем количестве фильмов, чем имя любого другого сценариста»). Тем не менее, в одном из интервью Гордон с горечью констатировал, что «всё это опоздало лет на 40, и теперь не поможет моей голливудской карьере. Конечно, я разгневан тем, как ко мне отнеслись все крупные студии». В 1999 году Гордон был во главе протестующих против вручения премии «Оскар» за достижения на протяжении всей жизни режиссёру Элии Казану, который сотрудничал с Комиссией Конгресса в эпоху «чёрных списков».
Режиссёр фильма Сидни Сэлкоу за свою карьеру поставил 55 художественных фильмов, наиболее значимыми среди которых были серия криминальных комедий про частного сыщика по прозвищу Одинокий волк 1939—1941 годов, а позднее — фильм ужасов «Три страшных рассказа» (1963) и фантастический триллер «Последний человек на Земле» (1964).
Брайан Кит, который более всего известен работами на телевидении, сыграл в 65 фильмах, среди которых фильм нуар «Сумерки» (1956), драмы «Центр шторма» (1956) и «Молодые филадельфийцы» (1959), семейная комедия «Родительская ловушка» (1961), военная комедия «Русские идут! Русские идут!» (1966) и триллер «Якудза» (1974).
Беверли Гарленд сыграла главные и заметные роли в фильмах нуар «Мёртв по прибытии» (1949) и «Внезапная опасность» (1955), фантастических фильмах «Оно захватило мир» (1956) и «Не с этой планеты» (1957), криминальной драме «Болотные женщины» (1956) и в фильме ужасов «Люди-аллигаторы» (1959), однако большую часть карьеры проработала на телевидении.
Как отметил историк кино Майкл Кини, многие актёры этого фильма сделали успешные карьеры на телевидении. В частности, Брайан Кит играл главные роли в сериалах «Семейное дело» (1966—1971) и «Хардкасл и Маккормик» (1983—1986), Гарленд — в сериалах «Приманка» (1957—1958), «Мои три сына» (1969—1972) и «Пугало и миссис Кинг» (1983—1987), Дик Форан — в сериале «О. К. Крэкерби!» (1965—1966), Элиша Кук — в «Частный детектив Магнум» (1981—1988), Пол Лэнгтон — в «Пейтон-Плейс» (1964—1968), а Беверли Тайлер — в «Большом городе» (1954).

## История создания фильма
По словам историка кино Хэла Эриксона, фильм поставлен по одноимённому бестселлеру Джека Лэйта и Ли Мортмера, в основу которого положены реальные события. Вместе с тем, как замечает Роб Никсон, «история для фильма написана „по мотивам“ романа Лэйта и Мортимера, но не является точной адаптацией».
По информации Американского института киноискусства, под именем Рэймонд Т. Маркус, который указан как сценарист фильма, скрывался внесённый в чёрные списки сценарист Бернард Гордон. В 1997 году Гильдия сценаристов США добилась официального признания Гордона в качестве сценариста фильма.
Как указывает Никсон, картина снималась на натуре в Чикаго. Вместе с тем, согласно новостям «Голливуд Репортер» от мая 1957 года, часть сцен фильма снималась на натуре в Сан-Педро, Калифорния.
Артист Бадди Льюис в своём номере в ночном клубе пародирует следующих известных актёров своего времени — Эл Джолсон, Эдвард Г. Робинсон, Джимми Дуранте и Кэри Грант.
Это первый фильм, в котором актёр Энтони Джордж указан под этим именем. До этого он фигурировал под именами Отт Джордж и Тони Джордж.
Как отметил Никсон, трейлер фильма содержал такие «гиперболические рекламные фразы, как правда от пули до пули об изнасиловании города мафией убийц, которая вырвана из газетных заголовков завтрашнего дня».

## Оценка фильма критикой

### Общая оценка фильма
Деннис Шварц назвал картину «слабым „разоблачительным“ криминальным триллером категории В, который основан на серии реальных преступлений, о которых в 1950-е годы писали Джек Лэйт и Ли Мортимер». Как полагает критик, «хороший актёрский состав поддерживает напряжённость этой путаной мелодрамы, несмотря на её предсказуемость, сюжетные дыры и неинтересные, картонные образы». Эриксон посчитал, что, «возможно, это не лучший из „разоблачительных“ фильмов конца 1950-х годов, но он, бесспорно, может гордиться одним из самых впечатляющих актёрских составов». По мнению Рода Никсона, этот, «один из поздних примеров затухавшего жанра фильм нуар, выигрывает от сильной игры Брайана Кита, Беверли Гарленд и бывшего певца и звезды вестернов категории В Дика Форана в роли профсоюзного лидера». Майкл Кини пришёл к заключению, что это «стандартная криминальная драма», которая «добивается результата благодаря грамотному актёрскому составу и отлично написанному сценарию». Артур Лайонс отметил, что «фильму удалось обеспечить уровень напряжённости и бескомпромиссности главным образом благодаря грамотной игре всего актёрского состава».

### Оценка актёрской игры
Леонард Молтин отметил игру Брайана Кита и Беверли Гарленд в роли «пары положительных героев, которые ведут борьбу за очищение чикагских профсоюзов от коррупции и криминала». Эриксон высоко оценил работу «в ролях второго плана таких опытных актёров криминального жанра, как Элиша Кук-младший, Пол Лэнгтон, Дуглас Кеннеди, Джек Ламберт, Джон Индризано, Филлис Коутс и Томас Б. Хенри. Особое внимание обращает на себя Бадди Льюис в роли комедийного актёра в ночном клубе». Кини обратил внимание на игру «ветерана нуара Кука» в роли бомжа и пьяницы, «который натыкается на оружие убийства и продаёт своё лжесвидетельство за бутылку выпивки», а также Беверли Тайлер в роли «свидетельницы защиты, которую профсоюзные бандиты заставляют изменить свои показания».